# Шарлотт (Айова)
Шарлотт (англ. Charlotte) — місто (англ. city) в США, в окрузі Клінтон штату Айова. Населення — 389 осіб (2020).

## Географія
Шарлотт розташований за координатами 41°57′44″ пн. ш. 90°28′6″ зх. д. / 41.96222° пн. ш. 90.46833° зх. д. (41.962130, -90.468206).  За даними Бюро перепису населення США в 2010 році місто мало площу 1,49 км², уся площа — суходіл.

## Демографія
Згідно з переписом 2010 року, у місті мешкали 394 особи в 156 домогосподарствах у складі 105 родин. Густота населення становила 265 осіб/км².  Було 174 помешкання (117/км²).
Расовий склад населення:
| - 87,8 % — білих - 2,0 % — азіатів - 0,8 % — чорних або афроамериканців - 9,4 % — осіб інших рас |

До двох чи більше рас належало 0,0 %. Частка іспаномовних становила 11,7 % від усіх жителів.
За віковим діапазоном населення розподілялося таким чином: 29,2 % — особи молодші 18 років, 56,6 % — особи у віці 18—64 років, 14,2 % — особи у віці 65 років та старші. Медіана віку мешканця становила 33,3 року. На 100 осіб жіночої статі у місті припадало 93,1 чоловіків;  на 100 жінок у віці від 18 років та старших — 96,5 чоловіків також старших 18 років.
Середній дохід на одне домашнє господарство  становив 57 139 доларів США (медіана — 47 955), а середній дохід на одну сім'ю — 62 503 долари (медіана — 50 000). За межею бідності перебувало 12,6 % осіб, у тому числі 18,1 % дітей у віці до 18 років та 2,5 % осіб у віці 65 років та старших.
Цивільне працевлаштоване населення становило 208 осіб. Основні галузі зайнятості: освіта, охорона здоров'я та соціальна допомога — 24,5 %, виробництво — 22,6 %, роздрібна торгівля — 14,9 %, мистецтво, розваги та відпочинок — 7,2 %.